# Thalamus (datorspelsföretag)
Thalamus Ltd, brittisk tillverkare av datorspel, verksamt under sent 80-tal och tidigt 90-tal. Företaget utvecklade i huvudsak spel avsedda för 8-bitars hemdatorer såsom Commodore 64.

## Spel från Thalamus (ej komplett)
- Sanxion (1986)
- Delta (1987)
- Quedex (1987)
- Hunter's moon (1987)
- Armalyte (1988)